# Ђемења Братулешти (Дамбовица)
Ђемења Братулешти (рум. Gemenea Brătulești) насеље је у Румунији у округу Дамбовица у општини Воинешти. Oпштина се налази на надморској висини од 448 m.

## Становништво
Према подацима из 2002. године у насељу је живело 1193 становника, од којих су сви румунске националности.